# Nanothecium foreaui
Nanothecium foreaui là một loài rêu trong họ Entodontaceae. Loài này được Dixon & P. de la Varde mô tả khoa học đầu tiên năm 1930.